# Kumuhonua
Za "prvog čovjeka", pogledajte Kumu-Honua.
Kumuhonua (ili Kumu-Honua) bio je poglavica havajskoga otoka Oʻahua na drevnim Havajima, spomenut u pojanjima i legendama. Nazvan je po prvom čovjeku iz havajske mitologije te je utemeljio svoju vlastitu dinastiju na Oʻahuu.
Njegov je otac bio Mulielealii, sin tahićanskog čarobnjaka Mawekea, a majka mu je bila Wehelani. Imao je dva brata (Moʻikeha i ʻOlopana) i jednu sestru, Hainakolo.
Njegovi su rođaci bili Laakona, poglavica ʻEwe, Nuakea, kraljica Molokaija, prorok Moʻi i Hinakaimauliawa, plemkinja Koʻolaua.
Prema sucu Abrahamu Fornanderu, Kumuhonua je imao četvoricu sinova, čija su imena: Molohaia, Kahakuokane, Kukawaieakane i Elepuukahonua; zadnji je bio kralj Oʻahua.

## Mitologija
Kumuhonuu dio jednog havajskog mita povezuje s bogom neba Wākeom.